# Remosachilus macrocephala
Remosachilus macrocephala är en insektsart som beskrevs av Ronald Gordon Fennah 1950. Remosachilus macrocephala ingår i släktet Remosachilus och familjen vedstritar.
Artens utbredningsområde är Papua Nya Guinea. Inga underarter finns listade i Catalogue of Life.